# Ovation Guitar Company
Pour les articles homonymes, voir Ovation (homonymie).

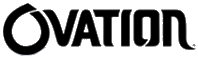
Logo.

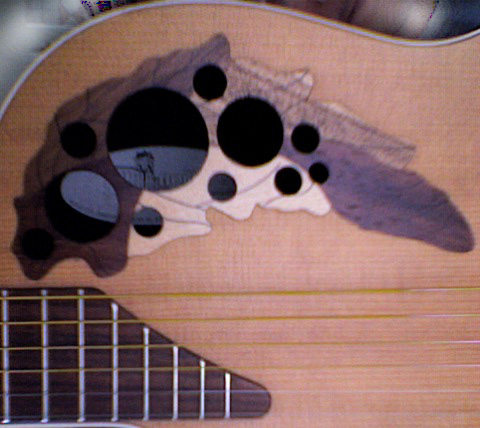
Détail d'une guitare Ovation

Ovation Guitar Company est un fabricant américain de guitares basé à New Hartford (Connecticut), faisant partie de Kaman Music Corporation (en).
Les guitares Ovation sont utilisées par les plus grands guitaristes, comme Yngwie Malmsteen, Brian May, David Gilmour, Marcel Dadi, Jimmy Page, Al Di Meola ou Bob Marley. 

## Historique
Développées à partir de 1966 par Charles H. Kaman (né en 1919 et mort en 2011), les guitares Ovation ont atteint une grande popularité dans les années 1980. Charles Kaman était ingénieur aéronautique (il a fondé en 1945 la société Kaman), et a eu par la suite l'idée d'utiliser des matériaux composites pour fabriquer des guitares. Certaines guitares Ovation ont un fond de caisse arrondie, en résine et fibre de verre (Lyrachord) qui leur donne une sonorité caractéristique. En 1972 Ovation introduit une des premières guitares avec électronique active, l'Ovation Breadwinner.

## Types de guitares

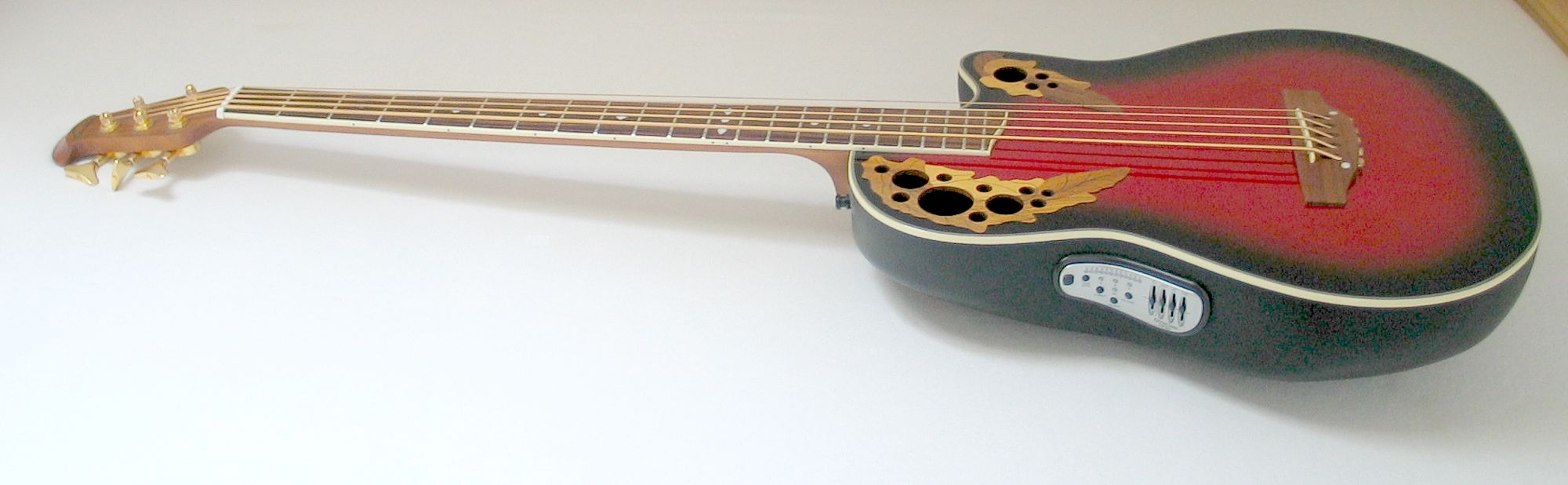
Basse Ovation électro-acoustique à 5 cordes

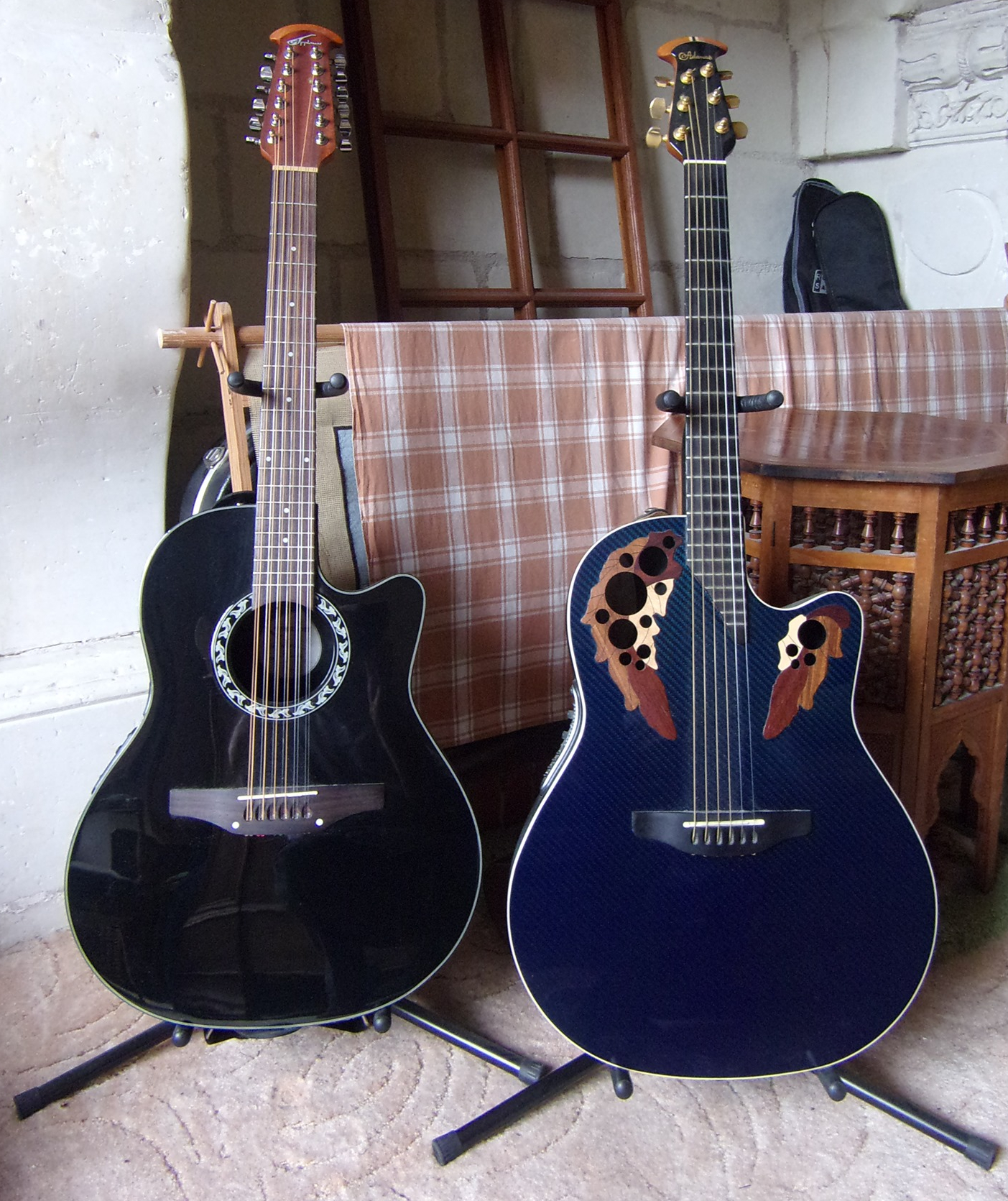
Applause (12 cordes) et Adamas (6 cordes).

Ovation fabriquait à l'origine des guitares acoustiques. Par la suite la production s'est diversifiée
- Guitares folk ou classique électro-acoustiques
- guitares 12 cordes
- basses
- ukulélés
- mandolines

Le groupe Kaman répartit ses productions en quatre types : Applause (modèles d'entrée de gamme), Celebrity, Ovation proprement dites et Adamas (modèles haut de gamme).